# Thamizhaga Munnetra Munnani
Thamizhaga Munnetra Munnani – indyjska regionalna partia polityczna istniejąca w latach 1988-1989.
Powstała 10 lutego 1988 w wyniku rozłamu w tamilskim oddziale INC. Utworzyła ją grupa działaczy na czele z gwiazdą Kollywood Sivaji Ganesanem. Główną przyczyną jej powołania było poparcie udzielone przez większość działaczy Partii Kongresowej w Tamil Nadu frakcji AIADMK kierowanej przez Jayalalitę. Z decyzją tą nie zgadzał się Ganesan, który wsparł frakcję związaną z Janaki Ramachandran. TMM była uznawana za partię sprzyjającą Tamilskim Tygrysom, sprzeciwiała się również obecności wojsk indyjskich na Sri Lance. Aby zwiększyć popularność swej nowej formacji Ganesan wyprodukował film En Thamizh En Makkal. W wyborach stanowych ze stycznia 1989 kandydował z okręgu Papanasam, nie uzyskał jednak mandatu. Niedługo potem ogłosił rozwiązanie partii, jej członków natomiast wezwał do związania się z Janata Dal.